# فرانك كورنت
فرانك كورنت (بالإنجليزية: Frank Kornet)‏ مواليد 27 يناير 1967 في ليكسينغتون، هو لاعب كرة سلة أمريكي معتزل. بدأ مسيرته الاحترافية في سنة 1989. تم اختياره من قبل فريق ميلووكي باكز خلال الدرافت. حمل الرقم 8. يبلغ طوله 6 قدم 9 بوصة (2.1 م). اعتزل اللعب في 1994.

## المسيرة الاحترافية
لعب مع ميلووكي باكز من سنة 1989 إلى 1991، ثم لعب مع منز سانا 1871 باسكت في موسم 1991–1992، ثم لعب مع فيولا ريدجو كالابريا في الدوري الإيطالي في سنة 1993.

## روابط خارجية
- فرانك كورنت على موقع إن بي أي (الإنجليزية)
- فرانك كورنت على موقع سبورتس رفرنس (الإنجليزية)
- فرانك كورنت على موقع كلية كرة السلة في سبورتس رفرنس.كوم (الإنجليزية)
- فرانك كورنت على موقع ريلجم (الإنجليزية)
- فرانك كورنت على موقع بروبوليرز (الإنجليزية)